# Fløya
Fløya ou Fløyfjellet est une montagne sur l'île d'Austvågøya, dans la commune de Vågan, dans le comté de Nordland, en Norvège.

## Géographie
Fløya culmine à 590 m et surplombe la partie est de la ville de Svolvær.
Djevelporten (« Porte du diable » en Norvégien) est le col à travers la crête entre Fløya et Blåtinden (655 m). Ce col est remarquable pour son passage étroit et le rocher coincé entre les deux falaises.

## Activités
Le sommet est accessible par un sentier aménagé à partir du parking du cimetière de Svolvær.
Le rocher Svolværgeita, sur l'arête sud-ouest de Fløya, culminant à 490 m d'altitude, avec un profil en forme de cornes de chèvre (geita, signifie « chèvre » en norvégien), est un site d'alpinisme renommé. La première ascension de ce rocher de 150 m de hauteur a été réalisée en 1910 par les alpinistes norvégiens, Ferdinand Schjelderup, Alf Bonnevie Bryn et Carl Wilhelm Rubenson.